# Нола
Нола (на италиански: Nola) е италиански град и община в провинция Неапол на административния регион Кампания, Южна Италия. Разположен е в равнината между вулкана Везувий и Апенинските планини. Има площ от 39 км2 и население от 32 863 души към април 2009 г. Тук на 19 август 14 г. умира първият римски император Октавиан Август. Нола е известен като родния град на философа Джордано Бруно, който нарича себе си Нолано, а работата си - Нолана философия.

## История
Последните разкопки показват, че в 1 хилядолетие пр.н.е. е съществувало селище при съвременния град Нола, което през 7 пр.н.е. е преместено по-близо до устието на реката. Новото селище – Помпей – израства до голям град, който е погребан под слой от вулканична пепел след изригването на Везувий през 79 г.
По време на втората пуническа война се провеждат три битки за град Нола, през 216 пр.н.е., през 215 пр.н.е. и през 214 пр.н.е.

## „Триъгълникът на смъртта“
Между градовете Нола, Ачера и Мариляно се намира т.нар. „Триъгълник на смъртта“, известен с рязкото увеличаване на смъртността от ракови заболявания на местното население главно поради незаконното изхвърляне на токсични отпадъци от Камората, идващи главно от индустриализираните райони на Северна Италия.

## Родени в Нола
- Октавия Младша (66 пр.н.е - 11 пр.н.е) – по-голямата сестра на император Октавиан Август
- Джордано Бруно (1548 – 1600) – философ, астроном, математик и писател

## Починали в Нола
- Гай Октавий (100 пр.н.е - 58 пр.н.е) – римски сенатор, баща на Октавиан Август
- Октавиан Август (63 пр.н.е - 14) – първият римски император
- Павлин Нолански (354 – 431) – християнски светец и писател, епископ на Нола (409 – 431)